# Карачурин, Азат Динарович
Аза́т Дина́рович Карачу́рин (8 ноября 1995, село Калмашево, Чишминский район, Башкортостан, Россия) — российский лыжник и биатлонист. Чемпион Паралимпийских игр 2014 года. Заслуженный мастер спорта России (11 марта 2014 года).

## Биография
.
Спортом стал заниматься в 2008 году в Белебее в спортивной гимназии-интернате (куда по предложению тренера сборной по лыжам Амира Гумерова устроили Азата, когда тот учился в 6-м классе средней школы).
Учась в 9-м классе гимназии-интерната, стал чемпионом и бронзовым призёром Чемпионата России по лыжным гонкам в персьюте среди мужчин LW 2-9 (Сыктывкар, марте 2011 г.), выполнив норму мастера спорта. Уже через месяц, в апреле, на чемпионате мира по биатлону и лыжным гонкам (Ханты-Мансийск, 2011) завоевал серебряную медаль, тем самым выполнив норматив мастера спорта международного класса (присвоено спустя 1,5 года, в ноябре 2012).
На первом этапе Кубка мира по лыжным гонкам и биатлону среди спортсменов с ограниченными возможностями (Вуокатти (Финляндия), 11-18 декабря 2012 года) выиграл два этапа.
В 2014 году на XI Паралимпийских зимних играх в Сочи завоевал в состязаниях по биатлону золотую и бронзовую медали.
Тренеры — Амир и Надежда Гумеровы, Ирина Громова.
Выпускник МБОУ «Башкирская гимназия-интернат» г. Белебея.

## Награды
- Орден Дружбы (2014 год) — за большой вклад в развитие физической культуры и спорта, высокие спортивные достижения на XI Паралимпийских зимних играх 2014 года в городе Сочи[7][8]